# Wojciech Głazowicz
Wojciech Głazowicz (ur. 1655 na Rusi Czerwonej, zm. 1719 w Jarosławiu) – polski ksiądz jezuita, teolog, filozof, profesor w szkołach jezuickich, rektor kolegium w Bydgoszczy.

## Życiorys
Urodził się 11 kwietnia 1655 r. na Rusi Czerwonej. 24 września 1673 r. wstąpił do zakonu jezuitów w Krakowie. W 1686 r. był księdzem w Poznaniu. Następnie był kolejno: profesorem etyki i matematyki w Kaliszu (1688-1690), matematyki w Lublinie (1690-1692), filozofii i matematyki w Łucku (1692-1694). W latach 1694–1697 prowadził wykłady dla kleryków jezuickich w Lublinie. Później nauczał kleryków teologii moralnej w Łucku (1697-1700). Od 1700 r. przebywał we Lwowie, gdzie był profesorem teologii moralnej (do 1701). Następnie w latach 1701-1703 uczył matematyki i kierował rozbudową kolegium jezuickiego we Lwowie. W latach 1703–1704 był regensem konwiktu w Ostrogu. 
W 1705 r. przybył do Bydgoszczy, gdzie został rektorem kolegium jezuickiego. Interesował się astronomią. Stacjonującym w 1705 r. w Bydgoszczy Szwedom potrafił wyjaśnić zjawisko zaćmienia słońca. Funkcję rektora pełnił w bardzo trudnym okresie wojny północnej. W 1706 r. wojskowi szwedzcy opuszczając Bydgoszcz złupili kolegium i obrabowali bibliotekę jezuicką. 
W 1709 r. przeniósł się do Krosna, gdzie, rozbudowywał kolegium. Ostatnie lata życia spędził w Przemyślu jako profesor teologii moralnej (1716-1718) w tamtejszym kolegium. Zmarł w Jarosławiu 12 września 1719.